# Камовци
Камовци (словен. Kamovci, мађ. Kámaháza) су насељено место у општини Лендава, Помурска регија, Словенија.

## Историја
До територијалне реорганизације у Словенији били су у саставу старе општине Лендава.

## Становништво
У попису становништва из 2011. године, Камовци су имали 111 становника.
| Број становника према пописима | Број становника према пописима | Број становника према пописима |
| ------------------------------ | ------------------------------ | ------------------------------ |
| 1991                           | 2002                           | 2011                           |
| 125                            | 113                            | 111                            |